# Anyue
Anyue, tidigare stavat Anyo, är ett härad som lyder under Ziyangs stad på prefekturnivå i Sichuan-provinsen i sydvästra Kina.